# 為永春水
為永春水（日语：／ Tamenaga Shunsui；1790年—1844年2月11日），本名佐佐木貞高。日本江戶時代后期作家、商人，人情本的代表作者，代表作有《春色梅儿誉美》等。

## 生平
為永春水本名佐佐木貞高，文化10年（1813年），他在江户开设了青林堂書肆，贩售书刊，並更名越前屋長次郎，在闲暇时间则饱读群书，亦曾向講談師伊东燕晋学习講談，但最终失败，转而立志成为一名戏作家，为此，他开始接触柳亭種彦、式亭三馬等人，並向后者学习创作技巧:2，之后，他开始以“二世南仙笑楚满人”出版文学作品，並动员狂言作家创作戏作，于1824年、1825年先后出版了《軒並娘八丈》、《三日月阿专》等作品:322，而在出版贩售书籍的同时，为永春水也贩卖牙膏，亦巧妙地透過自己出版的書中插畫，向讀者推廣了自己的產品。1826年，他因在未经同意的情况下，擅自出版了曲亭马琴的小说作品，招致了后者的不满。
文政11年（1828年），他将名字由越前屋長次郎改为為永春水，但不久后，其店铺遭火灾摧毁，与其合作的作家相继离開，此时的为永春水重操旧业，开始以金龙山人之名做起講談，天保3年（1832年），发表人情本作品《春色梅儿誉美》，随即憑藉此作受到讀者歡迎，其后，他亦创作了数部人情本作品:322。天保12年（1841年），德川幕府新上任的老中水野忠邦推行出版审查，指控人情本内容低俗，並逐步限制其出版发售，为永春水遭到波及，他被当局逮捕並被判戴手銬五十天，并在受罚後不久逝世:314-315。其徒弟染崎延房、為永春雅继承了他的戏作事业。为永春水逝世後安葬于築地本願寺中的妙善寺，其墓葬曾在1923年的關東大地震中遭到損毀，因此其墓葬在昭和2年（1927年）随寺庙迁移至今東京都世田谷区烏山町一带。

## 文學

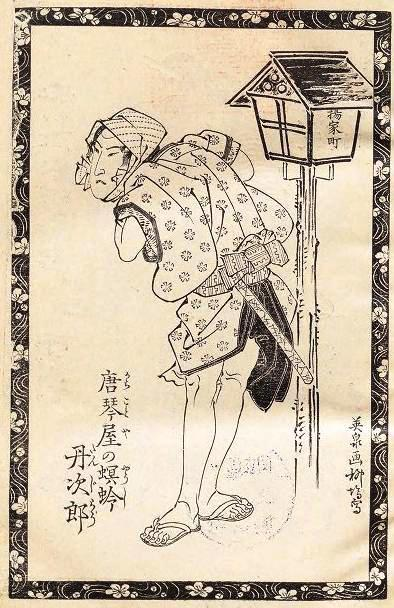
《春色梅儿誉美》的男主角丹次郎

江户时代中后期，李渔的小說戲曲流入日本，与此同时，町人阶级在江户等地逐渐壮大，以黄表纸、洒落本、滑稽本为代表的戏作文学也随之兴起，在文政年间，滑稽本走向衰落，而描写爱欲生活，兼具读本、净琉璃及歌舞伎特点及浪漫主义色彩的人情本逐渐壮大。為永春水就是引领人情本走向兴盛的代表作家之一，並被称为“东都人情本作者之元祖”，其代表作为《春色梅儿誉美》，讲述了穷困潦倒的青年丹次郎與未婚妻、两个艺伎共四人之间的爱情瓜葛关系，最终以完美结局收尾，在这部作品中，为永春水肯定了真诚男女之情，对于爱情癫狂的细节大加描写，强调了恋情的哀伤及无药可救:322:313-314。但在其盛行的19世紀初期，儒學仍在日本居於文化優勢地位，当局及儒學家們並不接納这类俚俗的小說作品，並认为其是伤风败俗之物，后世的日本学者则肯定了为永春水作品所体现的文学观，认为其风流有气度，具有“意气”的特点。中国大陆学者刘振瀛则认为其對世态人情的描写颇为细腻，语言通俗易懂，受到町人的欢迎，却也批判了作品的低俗颓废。
除了《春色梅儿誉美》外，为永春水还著有《春色惠之花：梅暦發端》、《春色辰巳園：梅暦餘興》、《春色英對暖語：春抄媚景》、《春告鳥：風月花情》等人情本作品，均见诸后人整理出版的《爲永春水集》中。